# Daboute
Daboute est une petite ville du Togo située dans la
préfecture de Bassar, dans la région de la Kara

## Géographie
Daboute est situé à environ 39 km de Kara.

## Vie économique
- Atelier poterie

## Lieux publics
- École primaire